# 松島勝之
松島 勝之（まつしま かつゆき、1966年10月11日 - ）は、日本の元アマチュアボクシング選手。神奈川県横浜市出身。ソウルオリンピック日本代表。
元プロボクシング日本バンタム級王者松島二郎は実弟。従兄弟にバルセロナオリンピックライトミドル級日本代表長島浩。

## 経歴
武相高等学校から日本大学に進学、大学3年のときにフライ級で全日本選手権初優勝。
4年次の1988年、バンタム級で全日本2階級制覇を果たし、ソウルオリンピックに出場。ベスト8まで進出するが、準々決勝で後のWBA世界バンタム級王者フリオ・ロチャ（ホルヘ・エリセール・フリオ）の前に0-5判定で敗退。
卒業後は丸大食品に就職。大学時代から合わせてバンタム級3連覇。